# Angela Gheorghiu
Angela Gheorghiu (* 7. září 1965, Adjud, župa Vrancea) je rumunská operní pěvkyně - sopranistka.

## Operní kariéra
Narodila se v malém rumunském městě Adjud jako Angela Burlacu. Její otec byl strojvedoucí u rumunských železnic. Spolu se svou sestrou Elenou Dan (1967–1996) se věnovala hudbě již od útlého věku. Vystudovala konzervatoř v Bukurešti v roce 1990. Svou velkou mezinárodní kariéru zahájila v roce 1992 jako Mimi v Pucciniho Bohémě na scéně londýnské Královské opery Covent Garden. V témže roce vystoupila poprvé také v Metropolitní opeře v New Yorku a ve Vídeňské státní opeře.
Angela Gheorghiu zazářila v roce 1994 jako Violetta ve Verdiho Traviatě na scéně divadla Covent Garden v Londýně. Tato role jí přinesla velký úspěch. Velký hlasový rozsah umožňuje pěvkyni její široký repertoár, od některých mezzosopránových rolí přes lyrické sopránové polohy až po koloraturní soprán. V posledních letech získala velký ohlas za své ztvárnění titulní role v opeře Adriana Lecouvreur italského veristického skladatele Francesca Ciley.
Jméno Gheorgiu přijala pěvkyně po svém první manželovi Andrei Gheorghiu. Jejím druhým manželem byl od roku 1996 francouzský tenor Roberto Alagna. Obecenstvo na celém světě považovalo manžele za hvězdný pár operního dění. Manželé Gheorghiu a Alagna se však v roce 2013 rozvedli.

## Repertoár

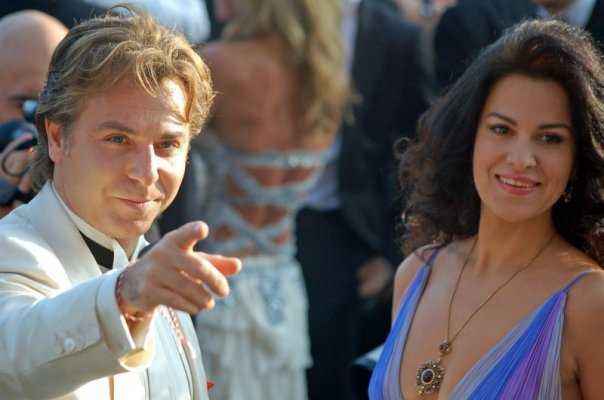
Angela Gheorghiu se svým tehdejším manželem Robertem Alagnou na filmovém festivalu v Cannes (2006)

- Giuseppe Verdi
  - Il trovatore (Leonora)
  - La traviata (Violetta)
  - Simon Boccanegra (Amelia)
- Giacomo Puccini
  - La bohème (Mimì)
  - Turandot (Liu)
  - Tosca (Tosca)
  - Il tabarro (Giorgetta)
  - Suor Angelica (Angelica)
  - Gianni Schicchi (Lauretta)
  - La rondine (Magda)
- Georges Bizet
  - Carmen (Micaela)
- Jules Massenet
  - Manon (Manon)
- Pietro Mascagni
  - L'amico Fritz (Suzel)
- Gaetano Donizetti
  - Nápoj lásky (Adina)
- Charles Gounod
  - Romeo a Julie (Julie)
  - Faust (Markétka)
- Francesco Cilea
  - Adriana Lecouvreur (Adriana)
- Umberto Giordano
  - Fedora (Fedora Romazov)